# Kishawna Niles
Kishawna Niles (* 16. August 2005) ist eine barbadische Sprinterin, die sich auf den 100-Meter-Lauf spezialisiert hat.

## Sportliche Laufbahn
Erste internationale Erfahrungen sammelte Kishawna Niles bei den CARIFTA Games 2022 in Kingston, bei denen sie in 11,77 s den sechsten Platz im 100-Meter-Lauf belegte und mit der barbadischen 4-mal-100-Meter-Staffel in 45,36 s die Silbermedaille gewann. Anschließend schied sie bei den U20-Weltmeisterschaften in Cali mit 11,79 s im Halbfinale über 100 Meter aus. 2024 belegte sie bei den CARIFTA Games in St. George’s in 11,66 s den vierten Platz und im August gewann sie bei den U20-Weltmeisterschaften in Lima in 11,37 s die Bronzemedaille. Im Jahr darauf erreichte sie bei den Hallenweltmeisterschaften in Nanjing das Halbfinale im 60-Meter-Lauf und schied dort mit 7,32 s aus.
2023 wurde Niles barbadische Meisterin im 100-Meter-Lauf.

## Persönliche Bestzeiten
- 60 Meter: 7,12 s (−0,6 m/s), 1. März 2025 in Spanish Town
- 100 Meter: 11,33 s (+1,0 m/s), 27. Januar 2024 in Kingston